# Cold Cream
Cold Cream ist der Sammelbegriff für eine Schutz- und Aufbau-Salbe zur schnellen Regeneration trockener Haut, gegen Spannungsempfinden und Rötungen. Der Name leitet sich ab vom Kältegefühl, das man beim Auftragen auf die Haut empfindet.

## Entwicklung
Die heute gern mit dem englischen Namen „Cold Cream“ benannte Salbe ist in Frankreich bekannter unter dem Namen Cerat de Galien (auch ceratum refrigerans) nach dem griechischen Arzt Galenos. Dieser mischte schon im zweiten Jahrhundert Wasser und Bienenwachs mit Olivenöl. Für einen angenehmen Duft sorgten Rosenextrakte. Auch noch in der Neuzeit wurde das Ceratum als Wachssalbe aus Öl, Schweinefett und Wachs, der gelegentlich auch Drogenpulver zugesetzt waren, benutzt.
Im Laufe der Jahrhunderte wurde das Olivenöl gegen andere pflanzliche Öle ausgetauscht; sog. Mineralöle, mit denen es auch Versuche gab, sind immer Kohlenwasserstoffe aus der Erdölproduktion und können die Haut nicht passieren. Das Bienenwachs ist bis heute wichtiger Bestandteil geblieben, da es die Regeneration trockener Haut beschleunigt und dem Spannungsempfinden und den Rötungen der Haut entgegenwirkt. Außerdem wurde manchmal noch das Mineral Borax hinzugefügt, das schwach desinfizierend wirkt. Die typische weiße Farbe der Creme kommt durch die Einlagerung des Wassers in die Fett/Wachs-Grundlage.
Nach Meyers Konversations-Lexikon wurde die Salbe um das Jahr 1890 so zubereitet: „[…] eine sehr milde, weiße, weiche Salbe, die namentlich gegen rauhe Haut empfehlenswert ist. Man bereitet sie aus 4 g weißem Wachs, 5 Teilen Walrat, 32 Teilen Mandelöl, 16 Teilen Wasser und 1 Teil Rosenöl und fügt auch wohl noch etwas Glycerin hinzu.“
Literarische Bekanntheit erlangte ein als Cold Cream bezeichnetes Produkt unter anderem durch einige Passagen in Thomas Manns Roman "Der Zauberberg", in denen es wiederholt sowohl zur Charakterisierung örtlicher Gegebenheiten (Davos) als auch von Figuren des Romans und ihrer persönlichen Befindlichkeiten dient. In diesem Fall ist es ein Mittel, das, nach der Rasur (hier wird schon früh von beiden Methoden der Nassrasur, mit dem Messer und dem Sicherheitsapparat, gesprochen) aufgetragen, den sogenannten Rasurbrand lindern, aber auch klimatisch bedingten Zuständen von Erhitzung und Gesichtsröte – eines der Leitmotive des Werks – Abhilfe verschaffen soll.
Gustave Flaubert erwähnt die Creme bereits in Madame Bovary (1857): „[…] für ihn verschwendete sie eine Unmenge von Coldcream für ihre Haut […]“